# Samson en Gert
Samson en Gert (Samson und Gert) war eine beliebte belgische Kinderserie.
1990 wünschte sich Gert Verhulst als Moderator des Kinderprogramms ein Tier als Begleiter, und so wurde der sprechende Hund Samson entwickelt. Zunächst bestritten sie das Programm nur aus Gerts Wohnzimmer, sagten Einspielfilme und Preisausschreiben für die Kinder an, und die Rahmenhandlung beschränkte sich auf die Interaktion mit Stargästen. Bald kamen weitere Schauplätze (etwa der Dorfplatz, das Gemeindehaus, der Kaufladen und der Friseursalon) sowie Figuren hinzu, und die Serie entwickelte sich in Richtung Sitcom.

## Figuren
Samson (gespielt nacheinander von Danny Verbiest, Peter Thyssen und Dirk Bosschaert) ist ein sprechender Bearded-Collie-Hund. Wie aus dem Titellied hervorgeht, ist er ein lieber, naiver Hund. Er spricht viele Namen und komplizierte Wörter falsch aus oder fragt nach ihrer Bedeutung, worauf die anderen ihm alles stets geduldig erklären oder korrigieren. Oft ist er derjenige, der die verwickelte Handlung auflöst, indem er am Schluss die Beweggründe der anderen Personen erklärt.
Gert (Gert Verhulst) ist Samsons Herrchen. Er lebt in der Dorfstraße 101, sein Beruf ist unklar. Er ist oft der Vernünftige im Dorf, und derjenige, der die verschiedenen Pläne oder Verkleidungen als erster durchschaut. Er ist verliebt in Marlèneke (eine nie auftretende Person, mit der er allenfalls telefoniert) und eifersüchtig auf ihren anderen Freund Jean-Louis Michel.
Albert Vermeersch (Koen Crucke), der Dorffriseur, ist Opernfan und nennt sich deshalb Alberto Vermicelli. Samson nennt ihn "Meneer Spaghetti". Wenn andere ihn "Albert" nennen, korrigiert er sie mit seiner Catchphrase "Erstens ist es Albertoooooo, und zweitens...". Er ist sehr verfressen, was in vielen Folgen die Ursache der Verwicklungen bedeutet. Er lebt bei seiner Mama, die jedoch nie in persona auftritt.
Jeannine de Bolle (Ann Petersen) betreibt den Kaufladen des Dorfs. Sie ist außerdem Vorsitzende des Hobbyclubs und erzählt mitunter ausführlich und langweilig davon.
Octaaf de Bolle (Walter Van De Velde) ist ihr Sohn, hilft ihr im Kaufladen und wird viel von ihr herumkommandiert. Octaaf ist ein Angeber, mit der Catchphrase: „Keller einrichten (oder jedwede andere Tätigkeit) ist zufällige eine meiner Spezialitäten. Meine Miranda sagt das auch immer, Pa, sagt sie, so wie Du Keller einrichten kannst, so... äh... richtest Du Keller ein.“ Miranda ist seine Tochter, die jedoch nur in wenigen frühen Episoden auftrat.
Bürgermeister Modest (Walter De Donder) ist der Bürgermeister, stets in Frack, Zylinder und Schärpe der belgischen Fahne gekleidet. Wie De Donder erklärt, ist der Bürgermeister scheinbar eine ernste seriöse Person, aber im Inneren ein kleines Kind. In seinem Büro klebt er gern Modellflugzeuge zusammen; er ist auch Vorsitzender des Modellflugzeugvereins "Die lustigen Kleber".
Eugène Van Leemhuyzen (Walter Baele) ist der Gemeindesekretär und Untergebener des Bürgermeisters.
Der Abgeordnete des Ministers (Hans Royaards) kommt oft zu Besuch, um nach dem Rechten zu sehen; meist zu den ungünstigsten Augenblicken. Er trägt immer Anzug und Aktentasche und beendet seine Sätze oft mit "nicht wahr".
Frieda Kroket (Barbara De Jonge) übernahm die Frittenbude auf dem Dorfplatz von Fred Kroket (einer weiteren nie sichtbaren Figur). Sie ist verliebt in Alberto, was dieser jedoch nicht erwidert.

## Running Gags
Bei Samson und Gert funktioniert die Türklingel nicht. Darum klopfen Besucher stets an die Tür und kommen mit dem Satz herein: "Ich musste klopfen, weil die Klingel nicht geht." ("Ik moest kloppen, want de bel doet het niet.")
Oft werden Sätze durch das Klopfen oder das Telefon unterbrochen, in etwa: "Dann sagte XY ... da klopft jemand an die Tür." Dann fragt stets jemand, meist Samson: "Warum sagte XY, da klopft jemand an die Tür?", und jemand erklärt, dass das nicht gemeint war.
Der Bürgermeister hält gern Ansprachen, meist dieselbe: "Ähem! Ähem! Ähem! An alle, die gekommen sind: Herzlichen Glückwunsch. An alle, die nicht gekommen sind: Auch herzlichen Glückwunsch."

## Geschichte
Zwischen 1990 und 2006 wurden 767 Folgen gedreht.
Im Dezember 2014 wurde eine weitere Staffel im Winterbungalow gesendet, und im April 2017 eine Staffel im Sommercamping.
2019 verkündete Gert Verhulst, dass er die Rolle aufgibt. Samsons neues Frauchen wurde seine Tochter Marie.